# Butterzopf

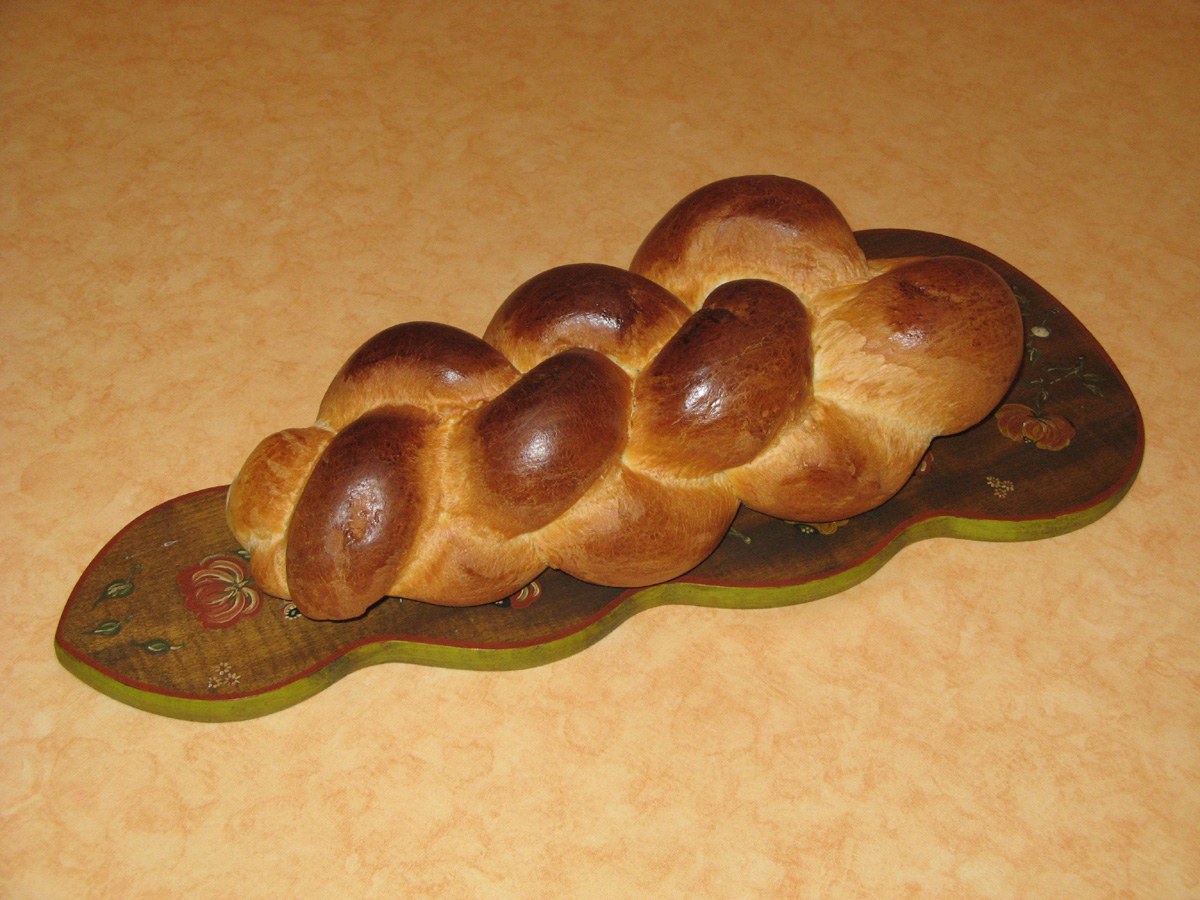
Butterzopf

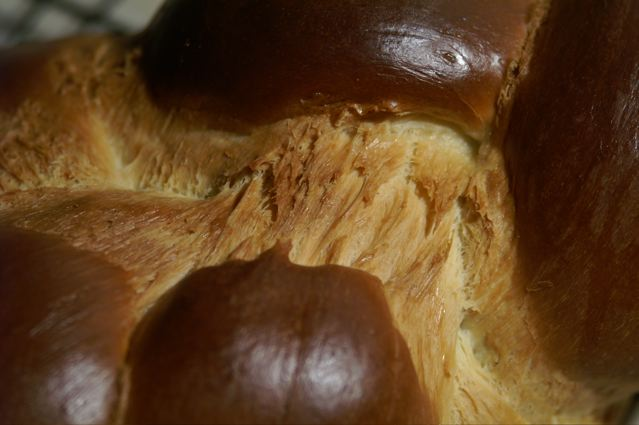
Butterzopf, Detail

Ein Butterzopf (in der Schweiz meist nur Zopf, berndeutsch Züpfe (f), österreichisch auch Striezel oder Strietzel, französisch Tresse, italienisch Treccia, im vorderen Hunsrück Zopp oder Kranzkuchen) ist ein für den südlichen deutschen Sprachraum (Schweiz, Österreich, Süddeutschland) typisches geflochtenes Hefegebäck. Im Unterschied zum Hefezopf wird er nicht gesüsst und enthält weder Rosinen noch Mandeln.
Der Butterzopf wird aus Hefeteig zubereitet. Er enthält Butter und Milch und ist auch nach mehreren Tagen noch geniessbar. Vor dem Backen wird er mit Eigelb bestrichen.
Besonders in der industriellen Produktion wird an Stelle von Butter u. a. Butterreinfett verwendet, Milch wird durch Milchpulver ersetzt. In der Schweiz wird diese Praxis in der Verordnung des EDI über Lebensmittel pflanzlicher Herkunft, Pilze und Speisesalz (VLpH) geregelt. Im Artikel 75 des VLpH steht: „Weist das Erzeugnis in der Trockenmasse einen Butterfettgehalt von mindestens 70 g/kg auf, so darf in der Sachbezeichnung auf einen Buttergehalt hingewiesen werden wie «Butterzopf». Die Zugabe von Speisefetten, Speiseölen, Margarinen und Minarinen ist in diesem Fall nicht erlaubt.“
Traditionell wird der Butterzopf aus zwei doppelt genommenen Teigsträngen geflochten (vier Stränge), wodurch er eine höhere Form bekommt.
Als Mehl kann normales Weissmehl verwendet werden. Das in der Schweiz erhältliche spezielle Zopfmehl enthält einen Anteil Dinkelmehl, wodurch die Struktur des Teigs verbessert wird. Zudem können auch Ascorbinsäure, zusätzliches Gluten und Malzmehl enthalten sein.
Die Krume des Zopfs sollte eine faserige Struktur haben. Dies wird dadurch erreicht, dass ein Mehl mit hohem Glutenanteil verwendet wird und die Flechtstränge gezogen werden, eventuell mehrmals gezogen und wieder gefaltet.
Der Zopf wird traditionellerweise am Sonntag mit Butter und Honig oder Konfitüre zum Frühstück gegessen.